# Claude Constantino
Pour les articles homonymes, voir Constantino.
Claude Constantino, né le 12 décembre 1938 à Dakar et mort le 29 octobre 2019 à Angers, est un joueur sénégalais de basket-ball.

## Carrière
Claude Constantino évolue en club à l'ASC Jeanne d'Arc. 
Avec l'équipe du Sénégal, Claude Constantino est finaliste des Jeux africains de 1965 à Brazzaville, remporte le Championnat d'Afrique de basket-ball 1968 au Maroc et participe au tournoi de basket-ball aux Jeux olympiques d'été de 1968 à Mexico, terminant dernier de sa poule. 
Il devient ensuite entraîneur, étant à la tête de la sélection sénégalaise pendant deux ans ainsi que de l'équipe de Guinée féminine en 2011, puis dirigeant, travaillant à la FIBA Afrique. Il est notamment secrétaire général de la Fédération sénégalaise de basket-ball et conseiller technique des équipes du Cap-Vert, dont est originaire son père.